# Das Hausmädchen (Kurzgeschichte)
Das Hausmädchen (chinesisch 機器女傭 / 机器女佣, Pinyin Jīqì nǚ yōng) ist eine Science-Fiction-Kurzgeschichte des chinesischen Schriftstellers Liu Yang, zuerst veröffentlicht im Jahr 2014. Eine deutsche Übersetzung von Eva Lüdi Kong erschien am 14. September 2020 in der Anthologie Quantenträume, herausgegeben vom Heyne Verlag.

## Handlung
In einem von einem Roboter bewirtschafteten Gästehaus kommen fünf neue Gäste an. Nach Anblick des Roboters diskutieren sie unterschiedliche Ansichten über deren Behandlung beim Abendessen, denn inzwischen steigt die Robots Rights Group zu immer höherer Beliebtheit auf. Nachdem der erste Gast verschwindet, begeben sich die anderen Gäste auf eine erfolglose Suche. Zum Abendessen gibt es daraufhin ein laut Aussage des Roboters besonderes und seltenes Fleischgericht. Als der zweite Gast verschwindet, wird der Roboter zunehmend verdächtigt. Letztendlich wird die Situation aufgelöst: Die verschwundenen Gäste waren eingeweiht, das Fleisch stammte von einem Wolf und alles diente nur als Experiment für das demnächst erscheinende Computerspiel Mechanic Destroyers, in welchem sich Menschen brutal an Robotern abreagieren können.

## Kritik
Josefson von der österreichischen Tageszeitung Der Standard findet, die Kurzgeschichte gehöre in Quantenträume zu den „Erlebnisse[n] der schlichten Art“, denn „keine von ihnen liefert eine auch nur annähernd überzeugende Darstellung von Künstlicher Intelligenz“.